# Arándano seco

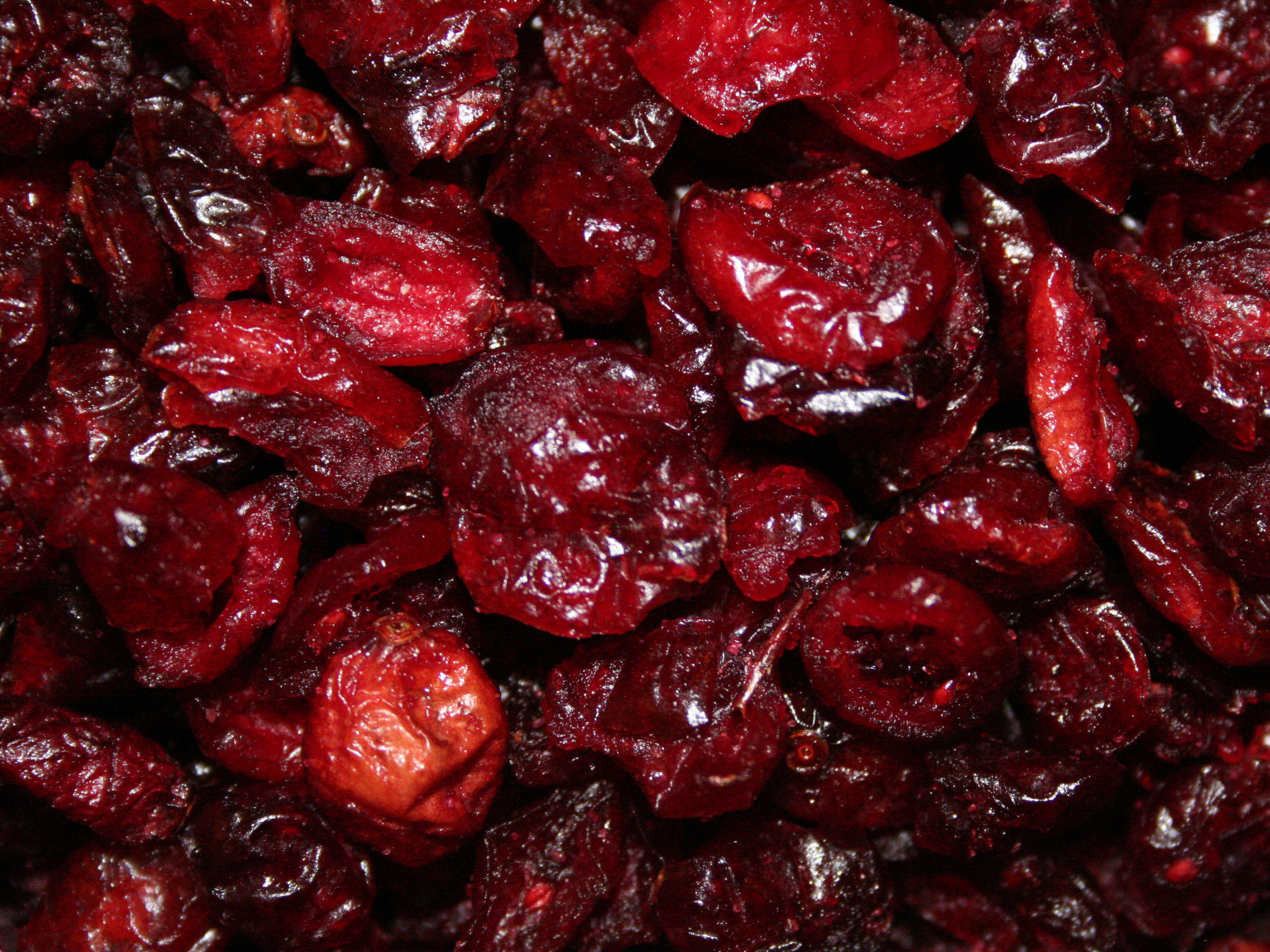
Arándanos secos.

Los arándanos secos se hacen deshidratando parcialmente arándanos frescos, de forma similar a como las uvas se convierten en pasas. Son populares en el trail mix, ensaladas y panes, con cereales o comidos solos.
La mayoría de arándanos secos producidos comercialmente contienen azúcar añadido para contrarrestar la extrema acidez de la fruta. También pueden estar cubiertos por cantidades muy pequeñas de aceite vegetal para evitar que se peguen entre sí. Las tiendas de alimentos naturales evitan usar este aditivo, ofreciendo además la posibilidad de evitar cubrirlos con azufre con conservante.
Muchas recetas caseras de arándanos secos incluyen dejarlos remojar una noche entera en almíbar, antes de liofilizarlos o secarlos al aire. Esto puede privar a los arándanos de algunos de sus nutrientes naturales.
Como con toda la fruta, los arándanos secos tienen muchas más calorías por peso y volumen que los frescos.

## Beneficios
Los arándanos secos retienen mucho menos nutrientes de los frescos (notablemente fibra alimentaria y antioxidantes). Sin embargo, los procesos de secado industriales pueden reducir sustancialmente las cantidades de vitamina A y C. La densidad de nutrientes se reduce más con la adición de azúcar.
Los arándanos tienen también cualidades antiadherentes que evitan que ciertas bacterias se peguen a las células del tracto urinario, la boca y el estómago, lo que reduce la incidencia de infecciones.